# Muralla de Pico de la Mora
La Muralla de Pico de la Mora es una muralla prehistórica correspondiente en torno al 2900 a. C. (durante la Edad del Cobre), está situada en el municipio de Peñafiel, provincia de Valladolid, Castilla y León (España). Sus restos se encuentran en un cerro a unos 4 km al sureste de Peñafiel.
En 2017 un equipo de arqueólogos liderado por el Dr. José Antonio Rodríguez Marcos (Universidad de Burgos) y por el Dr. Rodrigo Villalobos García (Universidad de Valladolid) excavaron los restos de la que sería la muralla más antigua del norte de la península ibérica. Los vestigios pertenecen a un poblado amurallado que se remonta al periodo comprendido entre los años 2750 a. C. y 2900 a. C., en la Edad del Cobre.